# L'Entregu
L'Entregu (oficialment L'Entregu / El Entrego) és el major nucli urbà dels que formen la ciutat de Samartín del Rei Aurelio, al conceyu asturià del mateix nom.
Per un decret del Principat d'Astúries de setembre de 2007 aquesta localitat es va unir administrativament a les pròximes de Sotrondio i Blimea per a formar una única població, de nom Samartín del Rei Aurelio i capital del municipi homònim.
L'Entregu es troba en la parròquia de Llinares. Segons el nomenclàtor de 2013 la població de L'Entregu era de 7 166 habitants i la de la parròquia de Llinares, en el seu conjunt, de 8 905 habitants.
Hi ha el Museu de la Mineria i de la Indústria.